# Musée de l'évolution (Uppsala)
Le Musée de l'évolution de l'Université d'Uppsala (en suédois : Evolutionsmuseet) est un musée d'histoire naturelle en Suède contenant une des plus grandes collections de fossiles de Scandinavie. Le nombre d'objets de la collection actuelle, qui couvre des spécimens zoologiques, paléontologiques et minéralogiques, est d'environ 5 millions de pièces uniques, dont seule une fraction est exposée. Les expéditions en Chine au XXe siècle ont mis au jour de nombreux trésors paléontologiques uniques. La collection du musée contient trois dents de l'homme de Pékin, découvertes par le paléontologue Otto Zdansky lors d'une expédition à Zhoukoudian en 1921. En raison de sa grande collection de spécimens types, le musée est un établissement important dans le domaine de la systématique biologique et entretient un échange actif avec d'autres institutions scientifiques du monde entier.

## Histoire
Bien qu'officiellement fondé en 1999, le musée trouve son origine au XVIIe siècle. Pendant ce temps, des membres universitaires éminents comme Carl Linnaeus, Olof Celsius et Jonas Alströmer ont fait don de collections de matériel au musée. Au XXe siècle, les paléontologues notables Otto Zdansky et le professeur Carl Wiman ont contribué à la croissance des collections. Plusieurs expéditions en Chine ont produit de nombreux fossiles de vertébrés uniques. À partir de 1917, les collections zoologiques du musée sont conservées et exposées dans un bâtiment conçu par les architectes Ture Stenberg et Victor Holmgren. Avant les années 1930, les collections paléontologiques du musée étaient désorganisées et dispersées dans de nombreux bâtiments à travers la ville. Wiman, qui fut le premier professeur de paléontologie à l'Université d'Uppsala, avait des relations puissantes et réussit à initier la construction d'un seul grand bâtiment dans lequel tous les spécimens paléontologiques et minéralogiques pourraient être stockés. L'architecte était Axel Anderberg et le bâtiment a reçu un style vaguement chinois en reconnaissance des origines chinoises de nombreux spécimens de dinosaures du musée. La construction a été achevée en 1931 et depuis lors, le bâtiment a servi à la fois de musée et de salle de classe pour les étudiants en paléontologie.

## Organisation
Le Musée de l'évolution se compose d'une section paléontologique, d'une section botanique et d'une section zoologique, toutes situées sur le terrain du Centre de biologie évolutive de l'Université d'Uppsala. Chaque section a son propre bâtiment avec une salle d'exposition.

## Section botanique
La section botanique du musée n'est pas ouverte au public, mais les chercheurs et autres visiteurs peuvent accéder aux collections après avoir pris rendez-vous avec le musée. Plus de trois millions de spécimens végétaux sont hébergés dans son herbier. Parmi ceux-ci, 620 000 ont été numérisés et sont disponibles en ligne.

## Section paléontologique

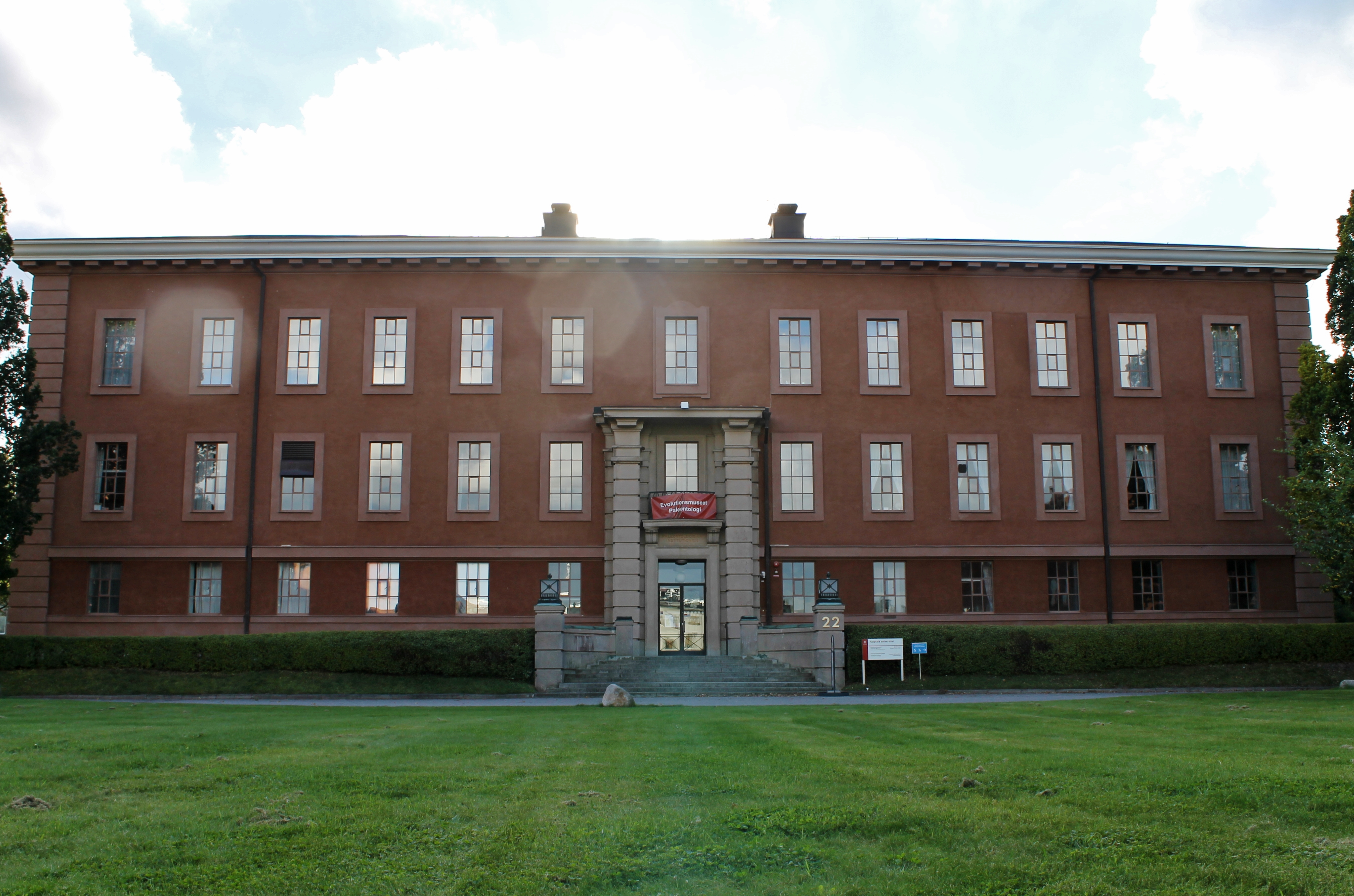
La section paléontologique du musée vue depuis le campus du Centre de biologie évolutive.

La section paléontologique du musée abrite de nombreux fossiles mésozoïques de reptiles marins, tels que l'ichtyosaure Ophthalmosaurus et le mosasaure Platecarpus. Il existe plusieurs fossiles originaux de ptérosaures et de dinosaures. Il s'agit notamment d'un spécimen unique du sauropode chinois Euhelopus zdanskyi et d'un moulage du spécimen berlinois d'Archaeopteryx lithographica, ainsi que du dinosaure cératopsidé Pentaceratops sternbergi et d'un crâne de l'hadrosauridé Parasaurolophus tubicen, les deux derniers genres tous deux nommés par Wiman. La section contient une grande collection de spécimens de mammifères fossiles, ainsi que des squelettes montés de cétacés contemporains et la mandibule fossilisée d'un mysticète de l'Éocène. Il existe également de nombreux fossiles d'invertébrés, tels que des trilobites, des céphalopodes, des mollusques bivalves et des coraux. La salle des minéraux contient une collection de minéraux communs et rares du monde entier, notamment du zircon et de la malachite.

## Section zoologique
La section zoologique du musée contient une importante collection d'arthropodes, de squelettes de vertébrés et d'animaux empaillés de l'ère moderne et de diverses parties du monde. Le fonds d'holotypes est remarquable par son importance. Certains objets de la collection zoologique sont disponibles en ligne.